# Ethnikos Assia
El Ethnikos Assia (en griego: Εθνικός 'Ασσιας) es un equipo de fútbol de Chipre que juega en la Tercera División de Chipre, la tercera categoría de fútbol en el país.

## Historia
Fue fundado el 16 de marzo de 1966 en la ciudad de Assia en Famagusta, pero desde la invasión turca a Chipre en 1974, el club ha tenido que jugar sus partidos de local en Nicosia.
El club originalmente se convirtió en un equipo de refugiados de guerra y ya han formado parte de la Primera División de Chipre en algunas ocasiones, donde contabilizan al menos 70 partidos en la máxima categoría, aunque la gran mayoría de ellos han sido derrotas.

## Palmarés
- Cypriot Third Division: 1

2010-11
- Cypriot Cup for lower divisions: 1

2010–11